# Ridolini al tabarin
Ridolini al tabarin (The Midnight Cabaret) è un cortometraggio muto del 1923 con Larry Semon e Oliver Hardy. In Italia, dove Semon è conosciuto come Ridolini, il comico venne in seguito doppiato in versione sonorizzata da Tino Scotti.

## Trama
Il combinaguai Ridolini si trova a lavorare come cameriere presso un locale notturno dove delle belle ragazze si esibiscono in vari numeri per dei ricchi e pomposi spettatori. Il guaio è che questi sono in presenza delle bisbetiche e proibitive mogli che, essendo donne all'antica, non sopportano che i coniugi si divertano troppo nell'ammirare i bei corpi delle giovani attrici. In particolare c'è un uomo che è assai attratto dalla prima donna, ammirata inoltre anche dagli altri clienti e specialmente da Ridolini che non le leva gli occhi di dosso neanche un momento. I guai iniziamo quando Ridolini inizia a prestare servizio ai clienti, dopo la fine dello spettacolo, dando inizio ad una girandola di peripezie e divertenti vicissitudini prima sporcando il trucco di una dama con dell'inchiostro nero di una penna stilografica e poi posando una forchetta dai denti affusolati sulla sedia di una signora e poi del grasso e burbero Ollio che lo picchia ferocemente. Successivamente Ridolini inizia a servire i primi piatti: cosce di rana alla francese, ma egli le tira fuori prima che vengano cucinate, e così l'intera sala è invasa da decine di rospi saltellanti che fanno montare in bestia Ollio che rinsegue nuovamente Ridolini per picchiarlo come si deve. Intanto sul piano superiore dell'edificio, tre vagabondi decidono di agguantare qualcosa dai piatti dei clienti, così fanno un buco sul soffitto del night club e con delle corde rubano molti vassoi. Alcuni clienti credono che sia stato il grasso Ollio a fregarsi i piatti e così incomincia una rissa generale, mentre Ridolini e la sua ragazza del varietà se la spassano mangiando tranquillamente. Però le corde dei malfattori giungono anche al loro tavolo e così Ridolini si ritrova al piano superiore dei tre ladri che cercando di catturarlo. Ma il prode e agile Ridolini riesce a fuggire dalla finestra e a denunciarli.